# Tornei professionistici di go
La lista dei tornei professionistici di go elenca i tornei organizzati dalle varie federazioni goistiche nazionali e internazionali, o da fondazioni, e riservati a giocatori di go professionisti. Tali tornei adottano formule svariate, ma frequentemente sono basati su di un torneo per selezionare lo sfidante contro il detentore del titolo; per tale motivo, sono frequentemente distribuiti su più date.

## Internazionali

### A cinque o più nazioni
| Competizione                          | Tipologia             | Edizioni  | Ultimo vincitore | Organizzatore                                              | Cadenza      |
| ------------------------------------- | --------------------- | --------- | ---------------- | ---------------------------------------------------------- | ------------ |
| Coppa Ing                             | Individuale open      | 10 (2024) | Ichiriki Ryo     | Fondazione Ing                                             | Quadriennale |
| Coppa MLily                           | Individuale open      | 5 (2024)  | Li Xuanhao       | Associazione cinese di go                                  | Biennale     |
| Coppa Quzhou-Lanke                    | Individuale open      | 2 (2024)  | Shin Jin-seo     | Associazione cinese di go                                  | Annuale      |
| Coppa Beihai Xinyi                    | Individuale open      | 1 (2025)  | Wang Xinghao     | Associazione cinese di go                                  | -            |
| Coppa Samsung Fire                    | Individuale open      | 29 (2024) | Ding Hao         | JoongAng Ilbo, KBS                                         | Annuale      |
| Coppa Nanyang                         | Individuale open      | 1 (2025)  | Shin Jin-seo     | Associazione cinese di go, Associazione singaporiana di go | -            |
| Coppa Chunlan                         | Individuale open      | 14 (2023) | Yang Kaiwen      | Associazione cinese di go                                  | Biennale     |
| Coppa Wu Qingyuan                     | Individuale femminile | 7 (2024)  | Ueno Asami       | Associazione cinese di go                                  | Annuale      |
| Coppa Senko                           | Individuale femminile | 7 (2025)  | Ueno Risa        | Nihon Ki-in                                                | Annuale      |
| Shinan Senior International Baduk Cup | Individuale over-50   | 5 (2024)  | Yoo Chang-hyuk   | Hanguk Kiwon                                               | Annuale      |
| Coppa Globis                          | Individuale under-20  | 10 (2023) | Han Woo-jin      | Nihon Ki-in                                                | Annuale      |

### A quattro nazioni
| Competizione                                     | Tipologia        | Edizioni  | Ultimo vincitore | Organizzatore   | Cadenza  |
| ------------------------------------------------ | ---------------- | --------- | ---------------- | --------------- | -------- |
| Coppa LG                                         | Individuale open | 29 (2025) | Byun Sang-il     | The Chosun Ilbo | Annuale  |
| Kuksu Mountains International Baduk Championship | Individuale open | 10 (2024) | Lai Junfu        | Hanguk Kiwon    | Annuale  |
| Sawpalcosanol World’s Supreme Player             | Individuale open | 1 (2025)  |                  | Hanguk Kiwon    | Biennale |

### A tre nazioni
| Competizione             | Tipologia             | Edizioni  | Ultimo vincitore | Organizzatore                                   | Cadenza |
| ------------------------ | --------------------- | --------- | ---------------- | ----------------------------------------------- | ------- |
| Coppa Nongshim           | A squadre open        | 26 (2025) | Corea            | Hanguk Kiwon                                    | Annuale |
| Coppa Nongshim Baeksansu | A squadre over 55     | 2 (2024)  | Cina             | Hanguk Kiwon                                    | Annuale |
| Coppa Hoban              | A squadre femminile   | 1 (2022)  | Cina             | Hanguk Kiwon                                    | -       |
| Coppa Huang Longshi      | Individuale femminile | 1 (2024)  | Zhou Hongyu      | Governo popolare municipale di Jiangsu Jiangyan | -       |

### A due nazioni
| Competizione            | Tipologia                     | Edizioni  | Ultimo vincitore | Organizzatore                                        | Cadenza |
| ----------------------- | ----------------------------- | --------- | ---------------- | ---------------------------------------------------- | ------- |
| Agon Cup Cina-Giappone  | Vincitori di tornei nazionali | 25 (2024) | Chen Zijian      | Nihon Ki-in, Associazione cinese di go               | Annuale |
| Transatlantic Go League | Individuale open              | 2 (2022)  | Ryan Li          | European Go Federation, North American Go Federation | Annuale |

### Principali tornei soppressi
| Competizione               | Tipologia                                    | Edizioni  | Ultimo vincitore | Organizzatore                                      | Cadenza    |
| -------------------------- | -------------------------------------------- | --------- | ---------------- | -------------------------------------------------- | ---------- |
| Coppa Bailing              | Individuale open                             | 5 (2020)  | Ke Jie           | Associazione cinese di go                          | Biennale   |
| Asian TV Cup               | Tempo ridotto                                | 31 (2019) | Shin Jin-seo     | NHK, KBS, CCTV                                     | Annuale    |
| Qionglong Cup              | Individuale femminile                        | 10 (2019) | Choi Jeong       | Qionglong-Shan Bingshen Group.                     | Annuale    |
| Coppa Huang Longshi        | A squadre femminile                          | 9 (2019)  | Corea            | Jiangsu Jiangyan                                   | Annuale    |
| Tiantaishan Cup            | A squadre femminile                          | 8 (2019)  | Corea            | Tiantaishan Agricultural and Commercial Bank       | Annuale    |
| Coppa Okage internazionale | A squadre misto                              | 6 (2019)  | Corea            |                                                    | Annuale    |
| World GO Championship      | Individuale open                             | 3 (2019)  | Park Jung-hwan   | Nihon Ki-in                                        | -          |
| Ryusei Giappone-Cina-Corea | Tempo ridotto, vincitori di tornei nazionali | 1 (2019)  | Ke Jie           | Japan SCJ                                          | -          |
| Meijin Cina-Corea-Giappone | Vincitori di tornei nazionali                | 5 (2018)  | Lee Se-dol       |                                                    | Irregolare |
| Ryusei Giappone-Cina       | Tempo ridotto, vincitori di tornei nazionali | 4 (2018)  | Toramaru Shibano | Japan SCJ                                          | Biennale   |
| Coppa ENN (Xinao)          | Individuale open                             | 1 (2017)  | Ke Jie           | XinAo                                              | -          |
| Coppa Limin                | Individuale under-20                         | 4 (2017)  | Ke Jie           | Associazione cinese di go                          | Annuale    |
| Tengen Cina-Corea          | Vincitori di tornei nazionali                | 19 (2015) | Chen Yaoye       | Korea Baduk Association, Associazione cinese di go | Annuale    |
| BC Card Cup                | Individuale open                             | 4 (2012)  | Baek Hongsuk     | BC Card                                            | Annuale    |
| Fujitsu Cup                | Individuale open                             | 24 (2011) | Park Jung-hwan   | Nihon Ki-in                                        | Annuale    |
| World Oza                  | Individuale open                             | 4 (2009)  | Gu Li            | International Go Federation                        | Biennale   |
| Tengen Cina-Giappone       | Vincitori di tornei nazionali                | 19 (2002) | Naoki Hane       | Nihon Ki-in, Associazione cinese di go             | Annuale    |
| Tong Yang Cup              | Individuale open                             | 9 (1998)  | Lee Chang-ho     | Tongyang Securities                                | Annuale    |

## Cina (Repubblica Popolare Cinese)

### Attivi
| Competizione                 | Tipologia             | Edizioni  | Ultimo vincitore | Organizzatore                                         | Cadenza  |
| ---------------------------- | --------------------- | --------- | ---------------- | ----------------------------------------------------- | -------- |
| Mingren                      | Individuale open      | 34 (2025) | Mi Yuting        | Zhōngguó Wéiqí Xiéhuì                                 | Annuale  |
| Tianyuan                     | Individuale open      | 39 (2025) | Wang Xinghao     | Zhōngguó Wéiqí Xiéhuì                                 | Annuale  |
| Guoshou                      | Individuale open      | 2 (2023)  | Ding Hao         | Zhōngguó Wéiqí Xiéhuì                                 | Annuale  |
| Coppa GBA                    | Individuale open      | 4 (2024)  | Li Xuanhao       | Zhōngguó Wéiqí Xiéhuì                                 | Annuale  |
| Quzhou-Lanke Cup             | Individuale open      | 10 (2024) | Dang Yifei       | Zhōngguó Wéiqí Xiéhuì                                 | Biennale |
| Changqi Cup                  | Individuale open      | 18 (2023) | Wang Xinghao     | Zhōngguó Wéiqí Xiéhuì, Fondazione Ing                 | Annuale  |
| CCTV Cup                     | Tempo ridotto         | 8 (2023)  | Huang Mingyu     | Zhōngguó Wéiqí Xiéhuì                                 | Annuale  |
| Coppa Ahan Tongshan          | Individuale open      | 25 (2024) | Chen Zijian      | Zhōngguó Wéiqí Xiéhuì                                 | Annuale  |
| Longxing                     | Tempo ridotto         | 13 (2023) | Li Weiqing       | Zhōngguó Wéiqí Xiéhuì                                 | Annuale  |
| Campionato cinese di Go      | Individuale open      | 53 (2023) | Xue Guanhua      | Zhōngguó Wéiqí Xiéhuì                                 | Annuale  |
| Coppa Weifu Fangkai (Qiwang) | Tempo ridotto         | 18 (2025) | Ding Hao         | Zhōngguó Wéiqí Xiéhuì                                 | Annuale  |
| Wangzhongwang                | Individuale open      | 5 (2024)  | Li Xuanhao       | Zhōngguó Wéiqí Xiéhuì                                 | Annuale  |
| Xinan Wang                   | Tempo ridotto         | 24 (2025) | Gu Zihao         | Zhōngguó Wéiqí Xiéhuì                                 | Annuale  |
| Xinren Wang                  | Individuale under 20  | 29 (2025) | Ye Changqin      | Zhōngguó Wéiqí Xiéhuì                                 | Annuale  |
| Xinxiu                       | Individuale under 20  | 7 (2024)  | Fu Jianheng      | Zhōngguó Wéiqí Xiéhuì                                 | Annuale  |
| Coppa Jianqiao               | Individuale femminile | 19 (2023) | Li He            | Zhōngguó Wéiqí Xiéhuì                                 | Annuale  |
| Mingren femminile            | Individuale femminile | 4 (2024)  | Yu Zhiying       | Zhōngguó Wéiqí Xiéhuì                                 | Annuale  |
| Guoshou femminile            | Individuale femminile | 5 (2025)  | Luo Chuyue       | Zhōngguó Wéiqí Xiéhuì                                 | Annuale  |
| Prima divisione              | A squadre             | 26 (2025) | Subo'er Hangzhou | National Sports Management Center for Chess and Cards | Annuale  |

### Principali tornei soppressi
| Competizione | Tipologia        | Edizioni  | Ultimo vincitore | Organizzatore         | Cadenza |
| ------------ | ---------------- | --------- | ---------------- | --------------------- | ------- |
| Qisheng      | Individuale open | 5 (2021)  | Ke Jie           | Zhōngguó Wéiqí Xiéhuì | Annuale |
| Liguang Cup  | Individuale open | 15 (2015) | Ke Jie           | Zhōngguó Wéiqí Xiéhuì | Annuale |

## Cina (Repubblica di Cina, Taiwan)

### Attivi
| Competizione       | Tipologia             | Edizioni  | Ultimo vincitore | Organizzatore                                           | Cadenza |
| ------------------ | --------------------- | --------- | ---------------- | ------------------------------------------------------- | ------- |
| Mingren            | Individuale open      | 6 (2025)  | Lai Junfu        | Fondazione Pei-Sheng, Haifong Qiyuan                    | Annuale |
| Qiwang             | Individuale open      | 17 (2024) | Xu Haohong       | Fondazione Pei-Sheng, Haifong Qiyuan                    | Annuale |
| Tianyuan           | Individuale open      | 24 (2025) | Xu Haohong       | Accademia taiwanese di Go                               | Annuale |
| Coppa UMC          | Individuale open      | 4 (2023)  | Xu Haohong       | Accademia taiwanese di Go                               | Annuale |
| Shiduan            | Individuale open      | 14 (2024) | Xu Haohong       | Associazione professionale cinese di Go                 | Annuale |
| Guoshou            | Individuale open      | 20 (2024) | Xu Haohong       | Accademia taiwanese di Go                               | Annuale |
| Coppa Haifeng      | Individuale open      | 17 (2025) | Lin Junyan       | Fondazione Pei-Sheng, Haifong Qiyuan                    | Annuale |
| Zhonghuan Qisheng  | Individuale open      | 12 (2024) | Xu Haohong       | Accademia taiwanese di Go                               | Annuale |
| Kuaiqi             | Tempo ridotto         | 5 (2024)  | Xu Haohong       | Associazione professionale cinese di Go                 | Annuale |
| Xinren Wang        | Individuale under 20  | 10 (2025) | Jian Jingting    | Associazione professionale cinese di Go                 | Annuale |
| Zuiqiang femminile | Individuale femminile | 11 (2025) | Yang Zixuan      | Haifong Qiyuan, Associazione professionale cinese di Go | Annuale |
| Mingren femminile  | Individuale femminile | 7 (2024)  | Li Jiaxin        | Tasen Go Art Culture Foundation                         | Annuale |

## Corea del Sud

### Attivi
| Competizione                | Tipologia                      | Edizioni  | Ultimo vincitore  | Organizzatore                   | Cadenza |
| --------------------------- | ------------------------------ | --------- | ----------------- | ------------------------------- | ------- |
| KBA Championship            | Individuale open               | 2 (2024)  | Park Jung-hwan    | Hanguk Kiwon                    | Annuale |
| Supreme player              | Individuale open               | 5 (2024)  | Shin Jin-seo      | Hanguk Kiwon                    | Annuale |
| GS Caltex Cup               | Individuale open               | 30 (2026) | Shin Jin-seo      | Hanguk Kiwon                    | Annuale |
| Myungin                     | Individuale open               | 47 (2024) | Park Jung-hwan    | Hanguk Kiwon                    | Annuale |
| Coppa YK Gyeonggi           | Individuale open               | 2 (2023)  | Shin Jin-seo      | Hanguk Kiwon                    | Annuale |
| Ryongsang                   | Tempo ridotto                  | 6 (2023)  | Shin Jin-seo      | Hanguk Kiwon                    | Annuale |
| KBS Cup                     | Tempo ridotto                  | 41 (2023) | Shin Jin-seo      | KBS                             | Annuale |
| Maxim Cup                   | Tempo ridotto, solo 9 dan      | 26 (2025) | Lee Ji-hyun       | Baduk TV                        | Annuale |
| Hana Bank Baduk Super Match | Individuale open               | 3 (2025)  | Shin Jin-seo      | Hanguk Kiwon                    | Annuale |
| Crown Haitai Cup            | Individuale under 25           | 7 (2024)  | Park Geun-ho      | Hanguk Kiwon, Baduk TV          | Annuale |
| Shinye Strongest            |                                | 8 (2023)  | Kwon Hyojin       | Hanguk Kiwon                    | Annuale |
| President's Cup             |                                | 6 (2024)  | Park Jin-sol      | Hanguk Kiwon                    | Annuale |
| Kuksu Cup                   |                                | 13 (2025) | Kim Eun-ji        | Hanguk Kiwon                    | Annuale |
| Coppa Leebong               |                                | 6 (2025)  | Kim Da-bin        | Hanguk Kiwon                    | Annuale |
| Millennium Chunwon          |                                | 3 (2025)  | Cho Sang-yeon     | Hanguk Kiwon                    | Annuale |
| Coppa Daejoo                | Senior                         | 12 (2025) | Yoo Chang-hyuk    | The Kookje Daily News, Baduk TV | Annuale |
| Supreme player femminile    | Individuale femminile          | 5 (2025)  | Choi Jeong        | Hanguk Kiwon                    | Annuale |
| Guksu femminile             | Individuale femminile          | 29 (2024) | Kim Jae-young     | Korea Economic Daily            | Annuale |
| Kisung femminile            | Individuale femminile          | 8 (2024)  | Choi Jeong        | Baduk TV                        | Annuale |
| IBK Cup                     | Tempo ridotto, femminile       | 5 (2025)  | Choi Jeong        | Hanguk Kiwon                    | Annuale |
| Coppa Hyorim                | Giovanile, femminile           | 3 (2024)  | Heo Seo-hyun      | Korea Economic Daily            | Annuale |
| Korean Baduk League         | A squadre                      | 22 (2025) | Younglim Showroom | Hanguk Kiwon, Baduk TV          | Annuale |
| GG Auction Cup              | A squadre, donne contro senior | 18 (2024) | Gentlemen         | Hanguk Kiwon                    | Annuale |
| Shinye                      |                                | 1 (2021)  | Cho Wong-yu       | Hanguk Kiwon                    |         |

### Soppressi
| Competizione           | Tipologia             | Edizioni  | Ultimo vincitore | Organizzatore                    | Cadenza |
| ---------------------- | --------------------- | --------- | ---------------- | -------------------------------- | ------- |
| Shinin-Wang            | Individuale open      | 5 (2018)  | Shin Min-jun     | Mezzion Pharma Co., Ltd          | Annuale |
| Guksu                  | Individuale open      | 59 (2016) | Park Jung-hwan   | Hanguk Kiwon, Donga Ilbo         | Annuale |
| Chunwon                | Individuale open      | 19 (2015) | Na Hyun          |                                  | Annuale |
| Myungin femminile      | Individuale femminile | 17 (2015) | Choi Jeong       | Daily Newspaper                  | Annuale |
| Prices Information Cup | Individuale open      | 10 (2014) | Na Hyun          | Korean Prices Information, Corp. |         |
| Siptan                 | Tempo ridotto         | 8 (2013)  | Kang Dong-yun    | Wonik                            | Annuale |
| Siptan femminile       | Individuale femminile | 1 (2012)  | Cho Hye-yeon     |                                  |         |

## Giappone

### Attivi
| Competizione              | Tipologia                                        | Edizioni  | Ultimo vincitore      | Organizzatore               | Cadenza |
| ------------------------- | ------------------------------------------------ | --------- | --------------------- | --------------------------- | ------- |
| Kisei                     | Individuale open; una delle Sette Corone         | 49 (2025) | Ryō Ichiriki          | Nihon Ki-in                 | Annuale |
| Meijin                    | Individuale open; una delle Sette Corone         | 49 (2024) | Ryō Ichiriki          | Nihon Ki-in                 | Annuale |
| Ōza                       | Individuale open; una delle Sette Corone         | 72 (2024) | Yūta Iyama            | Nihon Ki-in                 | Annuale |
| Tengen                    | Individuale open; una delle Sette Corone         | 50 (2024) | Ryō Ichiriki          | Nihon Ki-in                 | Annuale |
| Hon'inbō                  | Individuale open; una delle Sette Corone         | 80 (2025) | Ryō Ichiriki          | Nihon Ki-in                 | Annuale |
| Gosei                     | Individuale open; una delle Sette Corone         | 49 (2024) | Yūta Iyama            | Nihon Ki-in                 | Annuale |
| Jūdan                     | Individuale open; una delle Sette Corone         | 63 (2025) | Toramaru Shibano      | Nihon Ki-in                 | Annuale |
| Agon Cup                  | Tempo ridotto                                    | 31 (2024) | Ryō Ichiriki          | Nihon Ki-in                 | Annuale |
| Ryusei                    | Tempo ridotto                                    | 33 (2024) | Kotaro Fukuoka        | Nihon Ki-in                 | Annuale |
| NHK Cup                   | Tempo ridotto                                    | 72 (2025) | Yu Zhengqi            | Nihon Ki-in, NHK            | Annuale |
| Shinjin-O                 | Individuale under 25                             | 49 (2024) | Taro Miura            | Nihon Ki-in                 | Annuale |
| Coppa SGW                 | Individuale over 31, under 59                    | 7 (2024)  | Jiro Akiyama          | Nihon Ki-in                 | Annuale |
| Wakagoi Cup               | Individuale under 30                             | 19 (2024) | Riki Yokotsuka        | Nihon Ki-in                 | Annuale |
| Teikei Shunei             | Individuale under 25                             | 4 (2025)  | Taro Miura            | Nihon Ki-in                 | Annuale |
| Kansai Ki-in Primo Posto  | Individuale open per membri della Kansai Ki-in   | 68 (2024) | Yu Zhengqi            | Nihon Ki-in, Kansai Ki-in   | Annuale |
| Okan                      | Individuale open per membri della sede di Nagoya | 65 (2024) | Atsushi Ida           | Nihon Ki-in, sede di Nagoya | Annuale |
| Teikei Legend             | Individuale over 60                              | 4 (2025)  | Hikosaka Naoto        | Nihon Ki-in                 | Annuale |
| Hon'inbō femminile        | Individuale femminile                            | 43 (2024) | Fujisawa Rina         | Nihon Ki-in                 | Annuale |
| Meijin femminile          | Individuale femminile                            | 36 (2025) | Ueno Asami            | Nihon Ki-in                 | Annuale |
| Tachiaoi Cup femminile    | Individuale femminile                            | 12 (2025) | Ueno Asami            | Nihon Ki-in                 | Annuale |
| Kisei femminile           | Individuale femminile                            | 28 (2025) | Ueno Risa             | Nihon Ki-in                 | Annuale |
| Senko Cup                 | Individuale femminile                            | 10 (2025) | Ueno Risa             | Nihon Ki-in                 | Annuale |
| Teikei Legend femminile   | Individuale over 45, femminile                   | 4 (2025)  | Kobayashi Izumi       | Nihon Ki-in                 | Annuale |
| Lega femminile giapponese | A squadre, femminile                             | 1 (2025)  | IGO and SHOGI Channel | Nihon Ki-in                 |         |

### Principali tornei soppressi
| Competizione        | Tipologia            | Edizioni  | Ultimo vincitore | Organizzatore             | Cadenza |
| ------------------- | -------------------- | --------- | ---------------- | ------------------------- | ------- |
| Igo Masters Cup     | Individuale over 50  | 9 (2019)  | Cho Chikun       | Nihon Ki-in               | Annuale |
| Okage Cup           | Individuale under 30 | 11 (2019) | Ryō Ichiriki     | Nihon Ki-in               | Annuale |
| Sankei Pro-Ama      | Individuale open     | 14 (2018) | Murakawa Daisuke | Kansai Ki-in              | Annuale |
| Daiwa Cup           | Tempi ridotti        | 8 (2013)  | Satoshi Yuki     | Nihon Ki-in               | Annuale |
| NEC Cup             | Tempi ridotti        | 31 (2012) | Shinji Takao     | Nihon Ki-in               | Annuale |
| Hayago Championship | Tempi ridotti        | 37 (2004) | Cho Chikun       | Nihon Ki-in               | Annuale |
| Shin-Ei             | Individuale under 30 | 33 (2003) | Shinji Takao     | Nihon Ki-in               | Annuale |
| Kakusei             | Tempi ridotti        | 25 (2003) | Satoshi Yuki     | Nihon Ki-in               | Annuale |
| Kakusei femminile   | Tempi ridotti        | 24 (2002) | Osawa Narumi     | Nihon Ki-in               | Annuale |
| NEC Shun-Ei         | Individuale under 25 | 18 (2003) | Jiro Akiyama     | Nihon Ki-in, Kansai Ki-in | Annuale |
| Prime Minister Cup  | Individuale open     | 25 (1981) | Kōichi Kobayashi | Nihon Ki-in               | Annuale |
| Asahi Pro Best Ten  | Individuale open     | 12 (1975) | Cho Chikun       | Nihon Ki-in               | Annuale |

## Europa
| Competizione                                | Tipologia        | Edizioni | Ultimo vincitore         | Organizzatore          | Cadenza  |
| ------------------------------------------- | ---------------- | -------- | ------------------------ | ---------------------- | -------- |
| Campionato europeo di go per professionisti | Individuale open | 7 (2024) | Mateusz Surma            | European Go Federation | Annuale  |
| Qualificazioni professionisti europei       | Individuale open | 8 (2025) | Benjamin Dréan-Guénaïzia | European Go Federation | Biennale |